# دریاچه کنستانس

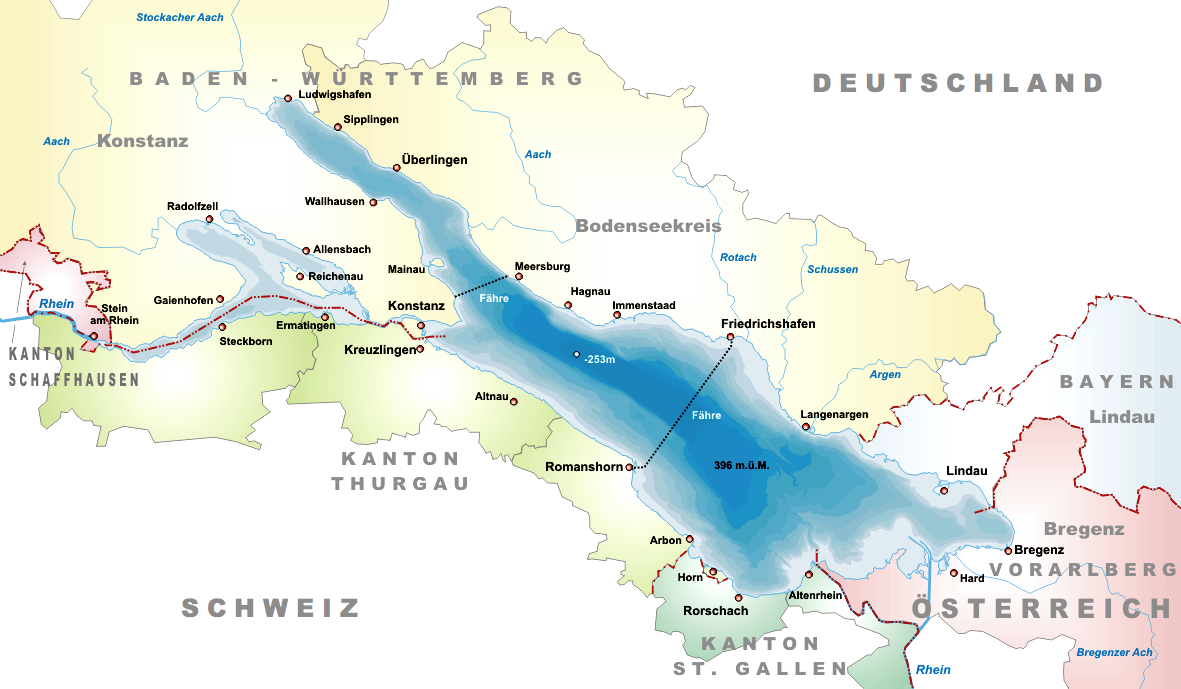
موقعیت جغرافیایی دریاچه

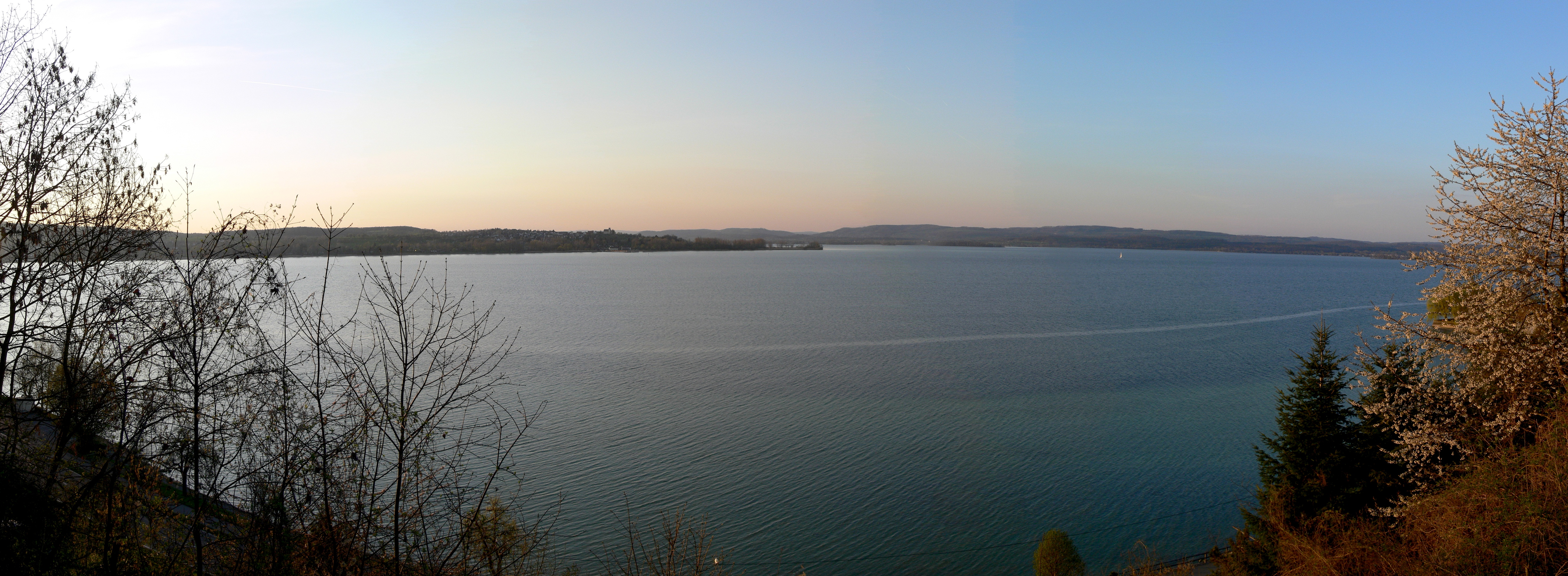
نمایی از اونترزی یا پایین‌دریاچه

دریاچهٔ کنستانس که در آلمانی بودِنزی یا دریاچهٔ بودِن (به آلمانی: Bodensee) نیز نامیده می‌شود، دریاچه‌ای کوهستانی به مساحت ۵۳۹ کیلومتر مربع و هم‌مرز با کشورهای سوئیس در جنوب، آلمان در شمال و اتریش در شرق آن است. این دریاچه ۶۸ کیلومتر طول و ۲۵۲ متر عمق دارد و توسط رود راین تغذیه می‌شود. دریاچهٔ کنستانس در کنار شهر کنستانتس به دو بازوی اونترزی یا پایین‌دریاچه (به آلمانی: Untersee) و اوبرلینگر زی (به آلمانی: Überlinger See) تقسیم می‌شود. همچنین بدنهٔ اصلی دریاچه، اوبرزی یا بالادریاچه (به آلمانی: Obersee) نامیده می‌شود.
خاک سواحل دریاچهٔ کنستانس حاصلخیز بوده و درختان میوه در آن‌ها کشت می‌شود. همچنین ماهیگیری و شراب‌سازی از مهم‌ترین صنایع منطقه به‌شمار می‌آید. از مهم‌ترین شهرها و شهرک‌های اطراف دریاچه می‌توان به کنستانس، فردریش‌هافن و لیندو در آلمان، برگنتس در اتریش و رورشاخ در سوئیس اشاره نمود.
دریاچه کنستانس دریاچه‌ای است که به وسیله رودخانه راین و در پای دامنه شمالی آلپ به وجود آمده‌است. دریاچه‌های با همین نام در کشورهای نیوزیلند و کانادا نیز وجود دارد. این دریاچه از سه توده آبی شامل اوبرس (دریاچه بالایی) آنترس (دریاچه پایینی) و سیرین که جریان کانال راین است تشکیل شده‌است. این دریاچه بین آلمان، سوئیس و اتریش در نزدیکی آلپ قرار دارد.
دریاچه ابتدا در حدود ۴۳ میلادی در کتاب جغرافیدانان رومی پمپونیوس ملا ذکر گردید. وی بیان نمود رود راین در دو دریاچه جریان دارد و نام‌های لاتینی لاکوس ونتوس (اوبرس) را برای دریاچه فوقانی و لاکوس آکرونیوس (اونتروس) را برای دریاچه تحتانی ذکر نمود. این دریاچه هم چنین دریای سوابین نیز نامیده می‌شود. دریاچه به وسیله یخچال راین در طی دوره یخچالی ساخته شده‌است اما رسوبات کوه راین عمق دریاچه را کاهش داده‌است. سالیانه ۱۲۰۰ تن ماهی صید می‌شود ولی برخی گونه‌ها همانند تروت به دلیل آلودگی از بین رفته‌است.
از نظر قانونی توافقی در بین کشورهای سوئیس، آلمان و اتریش در مورد مکان مرز در دریاچه وجود ندارد. در حالی که سوئیس دیدی در مورد قرارگیری مرز در وسط دریاچه دارد، اتریش معتقد است که دریاچه به گونه مشاع و مشترک مورد استفاده قرار گیرد. آلمان از عقاید مبهمی در این رابطه برخوردار نیست. توافق‌نامه‌های جداگانه‌ای در مورد ماهی‌گیری و حمل و نقل یا کشتیرانی انجام شده‌است.
طبیعی است که تنش‌ها بالا گیرد. یکی از این موارد در رابطه با خانه‌های قایقی است که لنگر انداخته‌اند، مورد دیگر حقوق ماهیگیری در خور برگنز است. در این مورد دوم خانواده‌های اتریشی عقیده دارند که آن‌ها به تنهایی دارای حق استفاده از ماهیگیری در بخش‌های وسیعی از خور می‌باشند. به هرحال، این امر نه به وسیله دادگاه‌های اتریش مورد قبول بوده و نه به وسیله ارگان‌ها و دادگاه‌های دیگر کشورها.